# Republikeinse Turkse Partij
De Republikeinse Turkse Partij (Turks: Cumhuriyetçi Türk Partisi, CTP) is een sociaaldemocratische politieke partij in de Turkse Republiek Noord-Cyprus. De partij werd in 1970 opgericht door de advocaat Ahmet Mithat Berberoğlu als reactie op het leiderschap van Fazıl Küçük en Rauf Denktaş.
De politieke richting van de CTP verschoof in de jaren 80 van de vorige eeuw naar links, naar een pro-Sovjet standpunt, naar aanleiding van een toename van studenten opgeleid aan de universiteiten van Turkije. Onder Özker Özgür zocht de partij toenadering tot het linkse Griekse AKEL op Cyprus. Vanaf 1996 werd de partij geleid door Mehmet Ali Talat, tot zijn verkiezing tot president in 2005. Na de val van het communisme in Oost-Europa en de USSR startte een natuurlijk veranderingsproces binnen de partij. Heden ten dage is Ferdi Sabit Soyer de partijleider en leunt de partij naar het sociaalliberalisme.
De Turkse Republikeinse Partij is voorstander van hereniging van het eiland. Mehmet Ali Talat was reeds begonnen aan wekelijks overleg met Demetris Christofias over het delen van macht, strijdkrachten, land en andere problemen die zouden kunnen optreden bij een unificatie.
Op 30 juni 2008 werd de CTP geassocieerde partij van de Socialistische Internationale (ondersteund door alle leden op het Cypriotische Kinima Sosialdimokraton na).